# Anne-Marie Bergström
Anne-Marie Bergström, född 1946, är en svensk jurist och kammaråklagare.
Efter juristexamen arbetade Bergström från 1974 vid åklagarmyndigheten i Stockholm. Hon har tjänstgjort vid Justitiedepartementet, Justitieombudsmannen och vid Riksåklagaren.
Bergström utsågs den 16 augusti 2007 till ny jämställdhetsombudsman, JämO. Bergström tillträdde sitt ämbete den 1 september 2007. Bergström innehade posten som JämO fram till det att de fyra diskrimineringsombudsmännen, DO, slogs samman 2009.